# 十美堂镇
十美堂镇，是中华人民共和国湖南省常德市鼎城区下辖的一个乡镇级行政单位。

## 行政区划
十美堂镇下辖以下地区：
老街社区、兴镇社区、沙河村、同兴村、东风村、胜利村、互助村、小矛村、上坝村、南湾村、高粱村、虾子村、教育村、紫流村、同富村、同乐村、民东村和农科站村。